# 久保文明
久保 文明（くぼ ふみあき、1956年7月30日 - ）は日本の政治学者。第10代防衛大学校長。専門は、アメリカ政治。学位は、法学博士（東京大学・1989年）。慶應義塾大学法学部教授・東京大学大学院法学政治学研究科教授を歴任。
父は、教育史学者で学校法人武蔵野学院理事長の久保義三。

## 略歴・人物
東京都生まれ。武蔵高等学校を経て、東京大学法学部卒業。斎藤眞、五十嵐武士に師事。1989年「ニューディールとアメリカ民主政 農業政策をめぐる政治過程」で法学博士の学位を東京大学より取得。
東京大学法学部助手（1979-82年）、筑波大学社会科学系講師（1982-87年）、同助教授（1987-88年）、慶應義塾大学法学部助教授（1988-93年）・同教授（1993-2003年）を経て、2003年より東京大学大学院法学政治学研究科教授。この間コーネル大学歴史学部、ジョンズ・ホプキンス大学政治学部、ジョージタウン大学政治学部、メリーランド大学カレッジパーク校政治学部などで在外研究を行なう。公益財団法人日本国際フォーラム政策委員。
政府は2021年3月12日の閣議で、31日付で退職する防衛大学校の國分良成校長の後任に、久保文明を起用する人事を決定した。4月1日付の発令。
アナウンサーの秋沢淳子は慶大時代の教え子でゼミ二期生の一人。門下生には山岸敬和、西川賢、村上政俊などがいる。

## 著書

### 単著
- 『ニューディールとアメリカ民主政――農業政策をめぐる政治過程』（東京大学出版会, 1988年）
- 『現代アメリカ政治と公共利益――環境保護をめぐる政治過程』（東京大学出版会, 1997年）

### 共著
- （阿部齊・川出良枝）『政治学入門』（放送大学教育振興会, 1996年）
- （阿部齊）『現代アメリカの政治』（放送大学教育振興会, 1997年）
- （阿部齊・加藤普章）『北アメリカ――アメリカ・カナダ』（自由国民社, 1999年）
- （砂田一郎・松岡泰・森脇俊雅）『アメリカ政治』（有斐閣, 2006年/新版, 2010年）

### 編著
- 『G・W・ブッシュ政権とアメリカの保守勢力――共和党の分析』（日本国際問題研究所, 2003年）
- 『米国民主党――2008年政権奪回への課題』（日本国際問題研究所, 2005年）
- 『アメリカの政治』（弘文堂, 2005年/増補版, 2011年）
- 『超大国アメリカの素顔』（ウェッジ, 2007年）
- 『アメリカ外交の諸潮流――リベラルから保守まで』（日本国際問題研究所, 2007年）
- 『オバマ大統領を支える高官たち――移行プロセスと政権の骨格』（日本評論社, 2009年）
- 『オバマ政権のアジア戦略』（ウェッジ, 2009年）
- 『アメリカ政治を支えるもの――政治的インフラストラクチャーの研究』（日本国際問題研究所, 2010年）

### 共編著
- （草野厚・大沢秀介）『現代アメリカ政治の変容』（勁草書房, 1999年）
- （阿部齊・山岡龍一）『政治学入門』（放送大学教育振興会, 2000年）
- （大石眞・佐々木毅・山口二郎）『首相公選を考える――その可能性と問題点』（中央公論新社［中公新書］, 2002年）
- （阿部齊）『現代アメリカの政治』（放送大学教育振興会, 2002年）
- （赤木完爾）『現代東アジアと日本（6）アメリカと東アジア』（慶應義塾大学出版会, 2004年）
- （横田洋三・大芝亮・総合研究開発機構）『グローバル・ガバナンス――「新たな脅威」と国連・アメリカ』（日本経済評論社, 2006年）
- （有賀夏紀）『シリーズ・アメリカ研究の越境（4）個人と国家のあいだ〈家族・団体・運動〉』（ミネルヴァ書房, 2007年）
- （斎藤眞）『アメリカ政治外交史教材――英文資料選新刊［第2版］』（東京大学出版会, 2008年）
- （五十嵐武士）『アメリカ現代政治の構図――イデオロギー対立とそのゆくえ』（東京大学出版会, 2009年）
- （「現代アメリカ研究」プロジェクト）『オバマ政治を採点する』（日本評論社, 2010年）

### 訳書
- （久保典子・阪田恭代・高杉忠明・木村昌人・土田宏・鐸木昌之）ウォルター・ラフィーバー『アメリカの時代――戦後史のなかのアメリカ政治と外交』（芦書房, 1992年）
- （吉原欽一）グローバー・ノーキスト『「保守革命」がアメリカを変える』（中央公論社, 1996年）